# Squalicorax
Squalicorax – wymarły rodzaj ryb chrzęstnoszkieletowych żyjących w późnej kredzie.

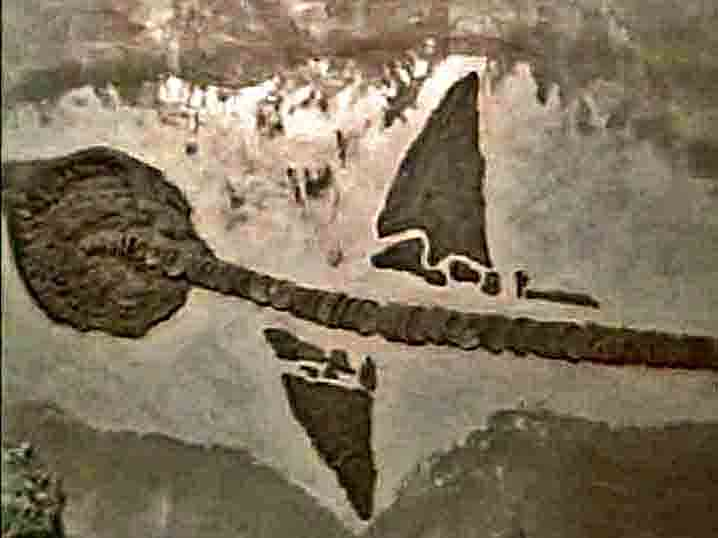
Skamieniały szkielet Squalicorax ze zbiorów Smithsonian Institution, Waszyngton

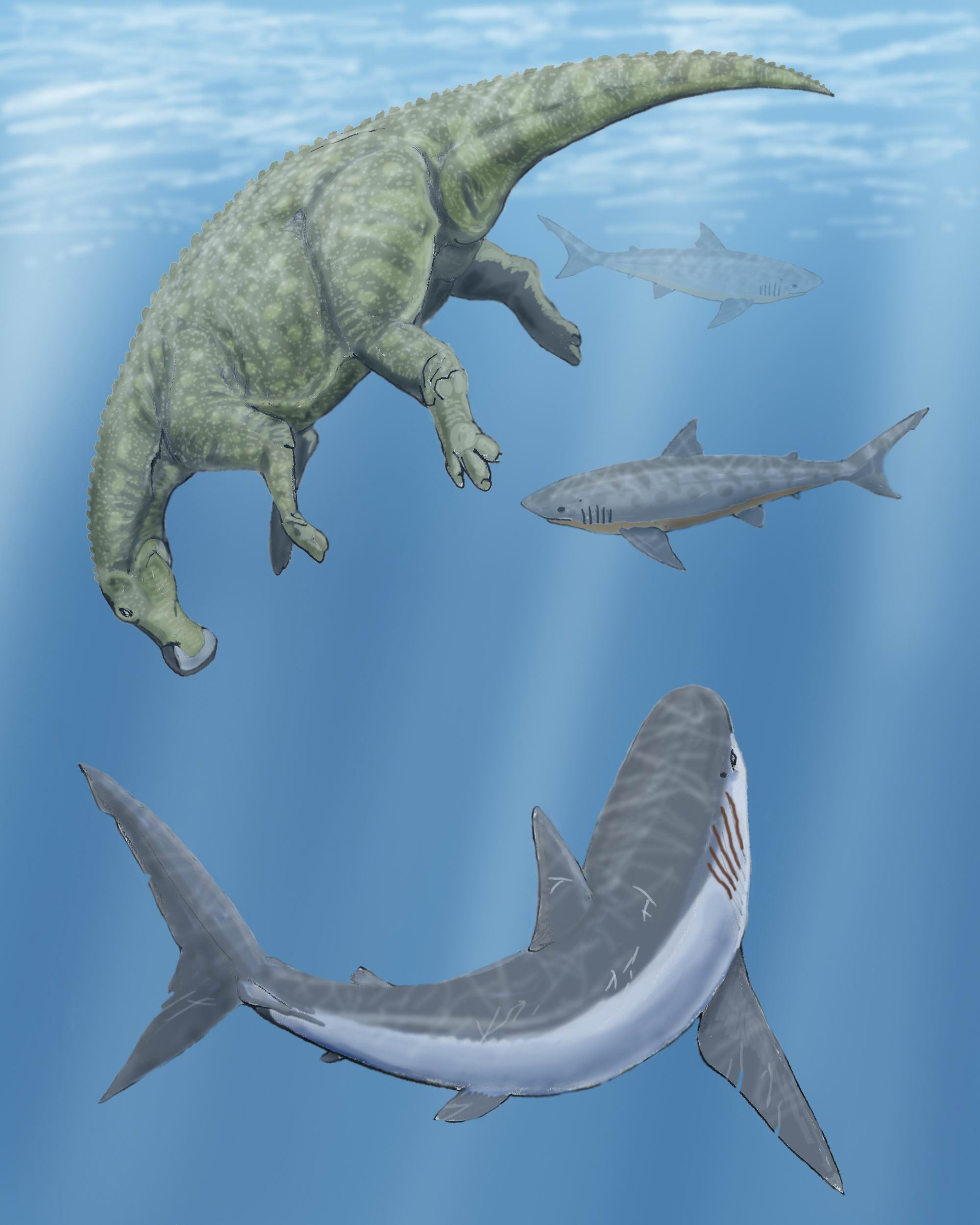
Dwa okazy Squalicorax i większy od nich rekin Cretoxyrhina mantelli wokół ścierwa dinozaura Claosaurus

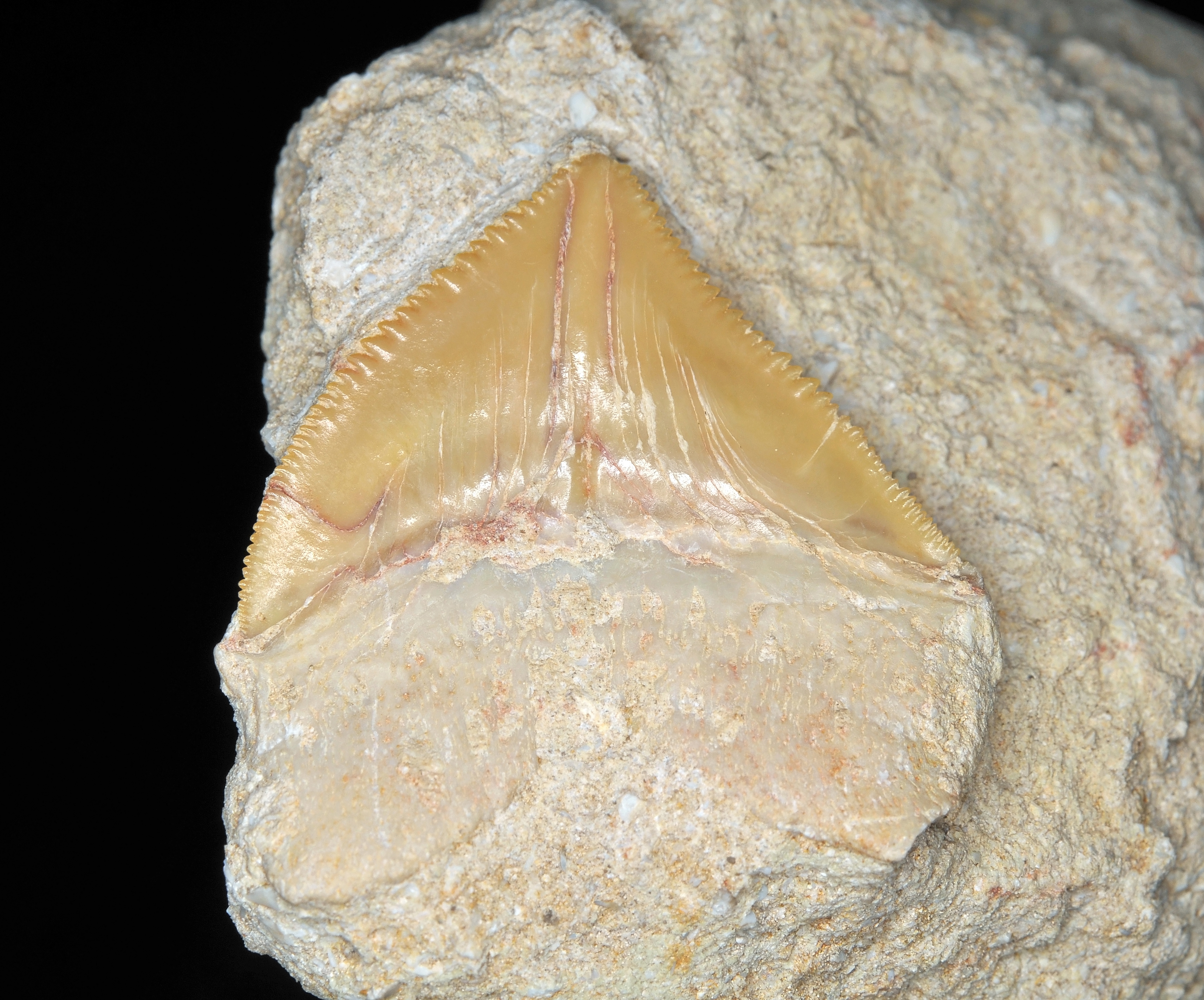
Ząb rekina Squalicorax pristodontus

## Budowa
Z powodu chrzęstnej budowy szkieletu zachowało się niewiele szkieletów przedstawicieli tego taksonu i jest on znany głównie ze skamieniałości w postaci zębów. Korona zęba jest asymetryczna, szeroka, trójkątna, z ostrymi, wyraźnie ząbkowanymi krawędziami i ostro zakończonym wierzchołkiem. Szacuje się, że największy z gatunków, S. pristodontus przekraczał 3 m długości.

## Zasięg wiekowy
Alb – mastrycht.

## Występowanie
Rodzaj kosmopolityczny, znany z całego świata.

## Tryb życia
Morski, pelagiczny, dobrze i szybko pływający, w znacznym stopniu żywił się padliną ryb, gadów morskich, a nawet dinozaurów.

## Gatunki
- Squalicorax africanus Cappetta, 1991
- Squalicorax appendiculatus Agassiz in Geinitz, 1839
- Squalicorax baharijensis Stromer 1927
- Squalicorax bassanii Gemmellaro, 1920
- Squalicorax bernardezi Guinot, Uunderwood, Cappetta & Ward, 2013
- Squalicorax coquandi Vullo, Cappetta & Neraudeau, 2007
- Squalicorax curvatus Williston, 1900
- Squalicorax falcatus Agassiz, 1843
- Squalicorax heterodon Reuss, 1845
- Squalicorax kaupi Agassiz, 1843
- Squalicorax kugleri Leriche, 1938
- Squalicorax lindstromi Davis, 1890
- Squalicorax primigenius Landemaine, 1991
- Squalicorax priscoserratus Siverson, Lindgren & Kelley, 2007
- Squalicorax pristodontus Agassiz, 1843 – gatunek typowy[3]
- Squalicorax sagisicus Glikman, 1980
- Squalicorax volgensis Glikman, 1971
- Squalicorax yangaensis Dartevelle & Casier, 1943